# Holger Fandrich
Holger Fandrich (* 6. September 1965 in Zwickau) ist ein ehemaliger deutscher Fußballspieler im Mittelfeldspieler. Er spielte für den BFC Dynamo und Energie Cottbus in der DDR-Oberliga.

## Sportliche Laufbahn

### Vereinskarriere
Fandrich spielte in seiner Jugend bei seiner Heimatgemeinschaft BSG Sachsenring Zwickau. Danach war er im Nachwuchs der BSG Aktivist Schwarze Pumpe und des BFC Dynamo aktiv. Bei den Weinroten gelang ihm kurzzeitig der Sprung in die 1. Männermannschaft, in der er 1983/1984, noch als Juniorenspieler, und 1984/1985 zu insgesamt drei Kurzeinsätzen in der DDR-Oberliga kam und somit einen Beitrag zu den Meisterschaften des BFC in diesen beiden Spieljahren leistete. Überwiegend stand er nach dem altersbedingten Verlassen des Juniorenbereiches im Sommer 1984 für den BFC Dynamo II in der zweitklassigen Liga auf dem Platz.
1986 wurde Fandrich an die BSG Energie Cottbus (aus)delegiert. Er war in der Lausitz von Anfang an Stammspieler. Sein erstes Spiel absolvierte er am 16. August gegen den FC Karl-Marx-Stadt, das Cottbus mit 1:3 verlor. Bereits in seiner ersten Saison kam er auf 26 Einsätze und ein Tor, konnte den Abstieg in die zweithöchste Spielklasse des DDR-Fußballs, die Liga, jedoch nicht verhindern. In der Saison 1987/88 gelang der Betriebssportgemeinschaft aus der Lausitz der sofortige Wiederaufstieg. Fandrich hatte daran mit 34 Einsätzen als Stammkraft einen großen Anteil.
1990 wechselte er zum 1. FC Union Berlin in die DDR-Liga. Auch mit den Eisernen gelang ihm der Staffelsieg. Allerdings kam er mit Union nicht über die Qualifikationsrunde für die 2. Bundesliga hinaus und spielte daraufhin in der damals drittklassigen Amateur-Oberliga. Dort belegte Union 1991/92 in der Staffel Mitte der NOFV-Oberliga erneut den 1. Platz, scheiterte aber in der sich anschließenden Relegation. Danach kehrte Fandrich zurück zu Energie Cottbus, das ebenfalls in der Oberliga Nordost spielte. Bis 1995, ab Sommer 1994 dann in der als 3. Spielklasse neu geschaffenen Regionalliga, kam er auf 84 Einsätze. In seiner letzten Saison bei Cottbus 1995/96 kam Fandrich nur noch auf zwei Spiele, bevor er zum SV Werben ging. Dort beendete er seine Karriere 1998.

### Auswahleinsätze
Kurz vor Turnierbeginn für Sven Förster nachnominiert, spielte Fandrich bei der U-18-EM 1984 für die DDR-Juniorenauswahl. Er wurde in einem der drei Gruppenspiele, dem einzigen Sieg (4:0 gegen Luxemburgs Junioren), von DFV-Trainer Frank Engel eingesetzt. Im Spätsommer zuvor gehörte er zum Kader jener DDR-U-18, die als einzige ostdeutsche Auswahl den Sieg bei den Jugendwettkämpfen der Freundschaft erreichen konnte.

## Trainerlaufbahn
Fandrich arbeitete von 1998 bis 2016 bei mehreren unterklassigen Vereinen als Trainer.